# J1리그
J1리그(J1リーグ, J1 League)는 일본의 프로 축구 리그인 J리그(日本プロサッカーリーグ) 중 최상위 리그이자 일본의 축구 리그 중에서 가장 높은 위치에 있는 리그이다. 1999년부터 2부제 도입에 따라 J리그 디비전 1(Jリーグ ディビジョン1)로 불리다가, 2015년 J1리그로 명칭이 변경되었다.

## 리그 체계
1993년에 10개 팀으로 시작한 J리그는 1998년에 18개 팀으로 늘어났고 1999년의 JFL(일본 풋볼 리그) 팀 중 프로 전환을 원하는 팀과 일부 J리그 팀을 합쳐 J1, J2 리그로 나누고 승강제를 실시했다.
J리그 창단해인 1993년부터 (1996년 제외) 2004년까지 전기, 후기 리그로 나누어서 진행되다가, 2005년부터 단일리그로 진행하기 시작했다. J1리그는 리그 18개 팀이 홈 앤드 어웨이로 2경기씩 34라운드를 치러 우승 팀을 겨룬다. 2009년부터 J리그 교체전이 폐지되고, 최하위 세 팀(16, 17, 18위)은 다음 해 J2리그로 강등된다. J1리그 상위 세 팀(1, 2, 3위)는 다음 해 AFC 챔피언스리그에 출전한다. 만약 J1리그 1~3위팀이나 다음 시즌 강등팀이 천황배에서 우승하는 경우 4위에게 출전권을 부여한다.
2015년부터 다시 전후기리그 및 플레이오프 제도로 변경되어 전기 리그와 후기 리그 각각의 1위 클럽 및 통합 순위 상위 3 개 클럽이 플레이오프를 실시하여 우승 클럽을 결정한다. 2017년에는 다시 전후기리그 및 플레이오프 제도에서 정규리그 제도로 변경되어 2경기씩 34라운드를 치르게 되었다.

## 클럽
1993년 원년 첫 시즌부터 2019 시즌까지 한번도 강등되지 않은 클럽은 가시마 앤틀러스와 요코하마 F. 마리노스 두 클럽이다.

### 2025 시즌 참가 클럽
| 구단                   | 연고지                                         | 경기장                                                      | 수용인원      | 감독                | 비고 |
| ---------------------- | ---------------------------------------------- | ----------------------------------------------------------- | ------------- | ------------------- | ---- |
| 가시마 앤틀러스        | 이바라키현, 가시마시 외 4개 시                 | 가시마 사커 스타디움                                        | 40,728        | 오니키 도루         |      |
| 우라와 레드 다이아몬즈 | 사이타마현, 사이타마시                         | 사이타마 스타디움 2002                                      | 63,700        | 마치에이 스코르자   |      |
| 가시와 레이솔          | 지바현, 가시와시                               | 히타치 가시와 축구장                                        | 15,690        | 리카르도 로드리게스 |      |
| FC 도쿄                | 도쿄도                                         | 도쿄 스타디움                                               | 49,970        |                     |      |
| 가와사키 프론탈레      | 가나가와현, 가와사키시                         | 도도로키 육상 경기장                                        | 27,495        | 하세베 시게토시     |      |
| 요코하마 F. 마리노스   | 가나가와현, 요코하마시 & 요코스카시 & 야마토시 | 닛산 스타디움 미쯔자와 스타디움                             | 72,327 15,454 | 스티브 홀랜드       |      |
| 요코하마 FC            | 가나가와현, 요코하마시                         | 닛파쓰 미쓰자와 구기장                                      | 15,454        | 요모다 슈헤이       |      |
| 쇼난 벨마레            | 가나가와현, 히라쓰카시 외 8개 시, 11개 정(町)  | 레몬 가스 스타디움 히라츠카                                 | 15,690        | 야마구치 사토시     |      |
| 알비렉스 니가타        | 니가타현                                       | 덴카 빅 스완 스타디움                                       | 42,300        | 마쓰하시 리키조     |      |
| 나고야 그램퍼스        | 아이치현, 나고야시 & 도요타시 & 미요시시       | 도요타 스타디움                                             | 45,000        | 하세가와 겐타       |      |
| 교토 상가 FC           | 교토부                                         | 쿄토 후리츠 쿄토 스타디움                                   | 21,670        | 조귀재              |      |
| 감바 오사카            | 오사카부 스이타시 외 6개 시                    | 파나소닉 스타디움                                           | 39,694        | 다니엘 포야토스     |      |
| 세레소 오사카          | 오사카부, 오사카시 & 사카이시                  | 얀마 스타디움                                               | 47,816        | 아서 파파스         |      |
| 비셀 고베              | 효고현, 고베시                                 | 노에비아 스타디움                                           | 34,000        | 요시다 다카유키     |      |
| 산프레체 히로시마      | 히로시마현, 히로시마시                         | 에디온 스타디움                                             | 50,000        | 미하엘 스키베       |      |
| 아비스파 후쿠오카      | 후쿠오카현, 후쿠오카시                         | 베스트 뎅키 스타디움(히가시히라오 공원 하카타노모리 구기장) | 22,563        | 김명휘              |      |
| 사간 도스              | 사가현, 도스시                                 | 베스트 아메니티 스타디움                                    | 24,490        | 가와이 겐타         |      |
| 파지아노 오카야마      | 오카야마현                                     | 시티 라이트 스타디움                                        | 15,749        | 키야마 타카시       |      |

## 우승

### 시즌별 우승 클럽
J리그 (1993–1998)
| 시즌 | 우승              | 준우승                 |
| ---- | ----------------- | ---------------------- |
| 1993 | 베르디 가와사키   | 가시마 앤틀러스        |
| 1994 | 베르디 가와사키   | 산프레체 히로시마      |
| 1995 | 요코하마 마리노스 | 베르디 가와사키        |
| 1996 | 가시마 앤틀러스   | 나고야 그램퍼스 에이트 |
| 1997 | 주빌로 이와타     | 가시마 앤틀러스        |
| 1998 | 가시마 앤틀러스   | 주빌로 이와타          |

J리그 디비전 1 (1999–2014)
| 시즌 | 우승                   | 준우승                 |
| ---- | ---------------------- | ---------------------- |
| 1999 | 주빌로 이와타          | 시미즈 에스펄스        |
| 2000 | 가시마 앤틀러스        | 요코하마 F. 마리노스   |
| 2001 | 가시마 앤틀러스        | 주빌로 이와타          |
| 2002 | 주빌로 이와타          | 요코하마 F. 마리노스   |
| 2003 | 요코하마 F. 마리노스   | 주빌로 이와타          |
| 2004 | 요코하마 F. 마리노스   | 우라와 레드 다이아몬즈 |
| 2005 | 감바 오사카            | 우라와 레드 다이아몬즈 |
| 2006 | 우라와 레드 다이아몬즈 | 가와사키 프론탈레      |
| 2007 | 가시마 앤틀러스        | 우라와 레드 다이아몬즈 |
| 2008 | 가시마 앤틀러스        | 가와사키 프론탈레      |
| 2009 | 가시마 앤틀러스        | 가와사키 프론탈레      |
| 2010 | 나고야 그램퍼스        | 감바 오사카            |
| 2011 | 가시와 레이솔          | 나고야 그램퍼스        |
| 2012 | 산프레체 히로시마      | 베갈타 센다이          |
| 2013 | 산프레체 히로시마      | 요코하마 F. 마리노스   |
| 2014 | 감바 오사카            | 우라와 레드 다이아몬즈 |

J1리그 (2015–현재)
| 시즌 | 우승                 | 준우승                 |
| ---- | -------------------- | ---------------------- |
| 2015 | 산프레체 히로시마    | 감바 오사카            |
| 2016 | 가시마 앤틀러스      | 우라와 레드 다이아몬즈 |
| 2017 | 가와사키 프론탈레    | 가시마 앤틀러스        |
| 2018 | 가와사키 프론탈레    | 산프레체 히로시마      |
| 2019 | 요코하마 F. 마리노스 | FC 도쿄                |
| 2020 | 가와사키 프론탈레    | 감바 오사카            |
| 2021 | 가와사키 프론탈레    | 감바 오사카            |
| 2022 | 요코하마 F. 마리노스 | 가와사키 프론탈레      |
| 2023 | 비셀 고베            | 요코하마 F. 마리노스   |
| 2024 | 비셀 고베            | 산프레체 히로시마      |
| 2025 |                      |                        |

### 클럽별 우승 횟수
| 클럽                   | 우승 | 준우승 | 우승 시즌                                      | 준우승 시즌                  |
| ---------------------- | ---- | ------ | ---------------------------------------------- | ---------------------------- |
| 가시마 앤틀러스        | 8    | 3      | 1996, 1998, 2000, 2001, 2007, 2008, 2009, 2016 | 1993, 1997, 2017             |
| 요코하마 F 마리노스    | 4    | 4      | 1995, 2003, 2004, 2019, 2022                   | 2000, 2002, 2013, 2023       |
| 가와사키 프론탈레      | 4    | 3      | 2017, 2018, 2020, 2021                         | 2006, 2008, 2009, 2022       |
| 주빌로 이와타          | 3    | 3      | 1997, 1999, 2002                               | 1998, 2001, 2003             |
| 산프레체 히로시마      | 3    | 2      | 2012, 2013, 2015                               | 1994, 2018                   |
| 감바 오사카            | 2    | 3      | 2005, 2014                                     | 2010, 2015, 2020             |
| 도쿄 베르디            | 2    | 1      | 1993, 1994                                     | 1995                         |
| 우라와 레드 다이아몬즈 | 1    | 5      | 2006                                           | 2004, 2005, 2007, 2014, 2016 |
| 나고야 그램퍼스        | 1    | 2      | 2010                                           | 1996, 2011                   |
| 가시와 레이솔          | 1    | 0      | 2011                                           |                              |
| 비셀 고베              | 2    | 0      | 2023, 2024                                     |                              |
| 시미즈 에스펄스        | 0    | 1      |                                                | 1999                         |
| 베갈타 센다이          | 0    | 1      |                                                | 2012                         |
| FC 도쿄                | 0    | 1      |                                                | 2019                         |

## 강등
1998년 시즌 이후 승강제가 실시되었다. 승강제 시행 첫 시즌인 1998년은 플레이오프를 치러서 팀 개수를 18개에서 16개로 줄인 후 1999년부터 2003년까지는 매 시즌 최하위 2개 팀을 J2로 강등시키고 다음 시즌에 그 자리를 J2 우승 팀과 준우승 팀으로 채우는 방식이었다가 2004년 시즌에는 강등직행 없이 최하위 1개 팀만 승강결정전으로 보내고 J2 우승 팀과 준우승 팀을 받아들여서 2005년부터 팀 개수를 18개로 늘렸다. 그 후 2008년까지 최하위 2개 팀을 강등시키고 16위 팀이 J2 3위 팀과 승강결정전을 치르는 방식을 채택하다가 2009년부터 3개 팀씩 강등시키는 방식으로 바뀌었다. 2017년 시즌부터 승강 범위를 다시 최하위 2개 팀을 강등시키고 16위 팀이 J2 3위 팀과 승강결정전을 치르는 방식으로 환원하였다.
2020년 시즌엔 코로나-19 바이러스가 대유행하여서 시즌 초반에 당해 년도 시즌에 한해 하부 리그로 강등이 면제되었다. 2021년 시즌에 한해 20개팀으로 운영되었고 한시적으로 승강 플레이오프가 중단되고 최하위 4팀(17위~20위)을 강등시켰다. 2022년 시즌부터 2019년 시즌 방식으로 환원하였다.
다음은 1998년 시즌 이후의 최하위 팀 기록이다. 굵은 글씨는 강등된 팀을, ※표시는 2004년부터 2008년까지, 2017년부터 승강결정전에 참가한 팀을 의미한다.
| 시즌              | 15위                     | 16위               | 17위              | 18위                 |
| ----------------- | ------------------------ | ------------------ | ----------------- | -------------------- |
| 1998              | 제프 유나이티드 이치하라 | 콘사도레 삿포로    | 비셀 고베         | 아비스파 후쿠오카    |
| 1999              | 우라와 레드 다이아몬즈   | 벨마레 히라츠카    | 16팀만 참가       | 16팀만 참가          |
| 2000              | 교토 퍼플 상가           | 가와사키 프론탈레  | 16팀만 참가       | 16팀만 참가          |
| 2001              | 아비스파 후쿠오카        | 세레소 오사카      | 16팀만 참가       | 16팀만 참가          |
| 2002              | 산프레체 히로시마        | 콘사도레 삿포로    | 16팀만 참가       | 16팀만 참가          |
| 2003              | 베갈타 센다이            | 교토 퍼플 상가     | 16팀만 참가       | 16팀만 참가          |
| 2004              | 세레소 오사카            | 가시와 레이솔※     | 16팀만 참가       | 16팀만 참가          |
| 2005              | 시미즈 에스펄스          | 가시와 레이솔※     | 도쿄 베르디 1969  | 비셀 고베            |
| 2006              | 반포레 고후              | 아비스파 후쿠오카※ | 세레소 오사카     | 교토 퍼플 상가       |
| 2007              | 오미야 아르디자          | 산프레체 히로시마※ | 반포레 고후       | 요코하마 FC          |
| 2008              | 제프 유나이티드 지바     | 주빌로 이와타※     | 도쿄 베르디       | 콘사도레 삿포로      |
| 2009              | 몬테디오 야마가타        | 가시와 레이솔      | 오이타 트리니타   | 제프 유나이티드 지바 |
| 2010              | 비셀 고베                | FC 도쿄            | 교토 상가 FC      | 쇼난 벨마레          |
| 2011              | 우라와 레드 다이아몬즈   | 반포레 고후        | 아비스파 후쿠오카 | 몬테디오 야마가타    |
| 2012              | 알비렉스 니가타          | 비셀 고베          | 감바 오사카       | 콘사도레 삿포로      |
| 2013              | 반포레 고후              | 쇼난 벨마레        | 주빌로 이와타     | 오이타 트리니타      |
| 2014              | 시미즈 에스펄스          | 오미야 아르디자    | 세레소 오사카     | 도쿠시마 보르티스    |
| 2015              | 알비렉스 니가타          | 마츠모토 야마가    | 시미즈 에스펄스   | 몬테디오 야마가타    |
| 2016              | 알비렉스 니가타          | 나고야 그램퍼스    | 쇼난 벨마레       | 아비스파 후쿠오카    |
| 2017              | 산프레체 히로시마        | 방포레 고후※       | 알비렉스 니가타   | 오미야 아르디자      |
| 2018              | 나고야 그램퍼스          | 주빌로 이와타※     | 가시와 레이솔     | V-파렌 나가사키      |
| 2019              | 사간 도스                | 쇼난 벨마레※       | 주빌로 이와타     | 마츠모토 야마가      |
| 2020              | 강등팀 없음              | 강등팀 없음        | 강등팀 없음       | 강등팀 없음          |
| 시즌              | 17위                     | 18위               | 19위              | 20위                 |
| 2021              | 도쿠시마 보르티스        | 오이타 트리니타    | 베갈타 센다이     | 요코하마 FC          |
| 시즌              | 15위                     | 16위               | 17위              | 18위                 |
| 2022              | 감바 오사카              | 교토 상가※         | 시미즈 에스펄스   | 주빌로 이와타        |
| 시즌              | 18위                     |                    |                   |                      |
| 2023 (1팀만 강등) | 미정                     | 미정               | 미정              | 미정                 |

## 같이 보기
- 일본의 축구 리그 시스템
- 일본 여자 축구 리그